# Composantes tangentielle et normale

Illustration des composantes normales et tangentiellesd'un vecteurpar rapport à une surface.

 En Mathématiques, en chaque point d'une courbe où celle-ci possède une tangente, tout vecteur peut être décomposé en un vecteur tangent à la courbe et un vecteur qui lui est perpendiculaire. Celui qui est tangent à la courbe est appelé la composante tangentielle du vecteur à décomposer, l'autre est appelé sa composante normale. La même décomposition peut être appliquée à un vecteur en tout point d'une surface où celle-ci possède un plan tangent. 